# Epidiopatra gilchristi
Epidiopatra gilchristi är en ringmaskart som beskrevs av Francis Day 1960. Epidiopatra gilchristi ingår i släktet Epidiopatra och familjen Onuphidae. Inga underarter finns listade i Catalogue of Life.